# Jehanne Jean-Charles
Pour les articles homonymes, voir d'Eaubonne.
Jehanne Jean-Charles, née Jehanne d'Eaubonne le 18 août 1924 à Beauchamp et morte à Cahors le 27 octobre 2019,, est une romancière et nouvelliste française, auteure d'œuvres dont le genre s'apparente des maîtres anglo-saxons de l'humour noir et du fantastique tels qu'Edgar Poe, Ray Bradbury ou Saki. 

## Biographie

### Famille
Jehanne Jean-Charles était l'épouse de l'écrivain et humoriste Jean-Charles, auteur des Perles du facteur et de La Foire aux cancres. Elle était également la sœur de l'écrivaine Françoise d'Eaubonne, qui l'évoque plusieurs fois dans ses Contre-mémoires.

## Publications

### Romans
- Ménage à deux, avec Jean-Charles, Calmann-Lévy, 1955
- Les Cousins, Seghers, 1959 - novellisation du film Les Cousins de Claude Chabrol)
- La Virole, Julliard, 1967

### Recueils de nouvelles
- Histoires friponnes, Éditions de Paris, 1958
- Les Plumes du corbeau  et autres nouvelles cruelles, Éditions Pauvert, 1962
- Les Griffes du chat, Julliard, 1964
- Vous avez dit horrible ? , Éditions Jean Goujon, 1980
- La Nuit de l'engoulevent, Flammarion, 1985

### Divers
- Le Livre des chats, Stock, 1970
- Le Lexique des bons petits plats, Presses de la Cité, 1970
- La Mort, Madame, Flammarion, 1974
- Les Chats et les autres, Plon, 1983
- Mémoires d'un chat, ou les quatre vies de Valentin, éd. Christian de Bartillat, 1990
- Le Chat de la Mère Michel, éd. Christian de Bartillat, 1991
- Ma grand-mère bien aimée, Encre bleue, 2001

## Adaptations au cinéma
Deux nouvelles ont fait l'objet d'une adaptation en court-métrage pour le cinéma :
- Une méchante petite fille, réalisé par Robin Davis (1972),
- Le Bonheur d'être père, réalisé par Olivier Ricœur (1973).